# Mainzer Schinken

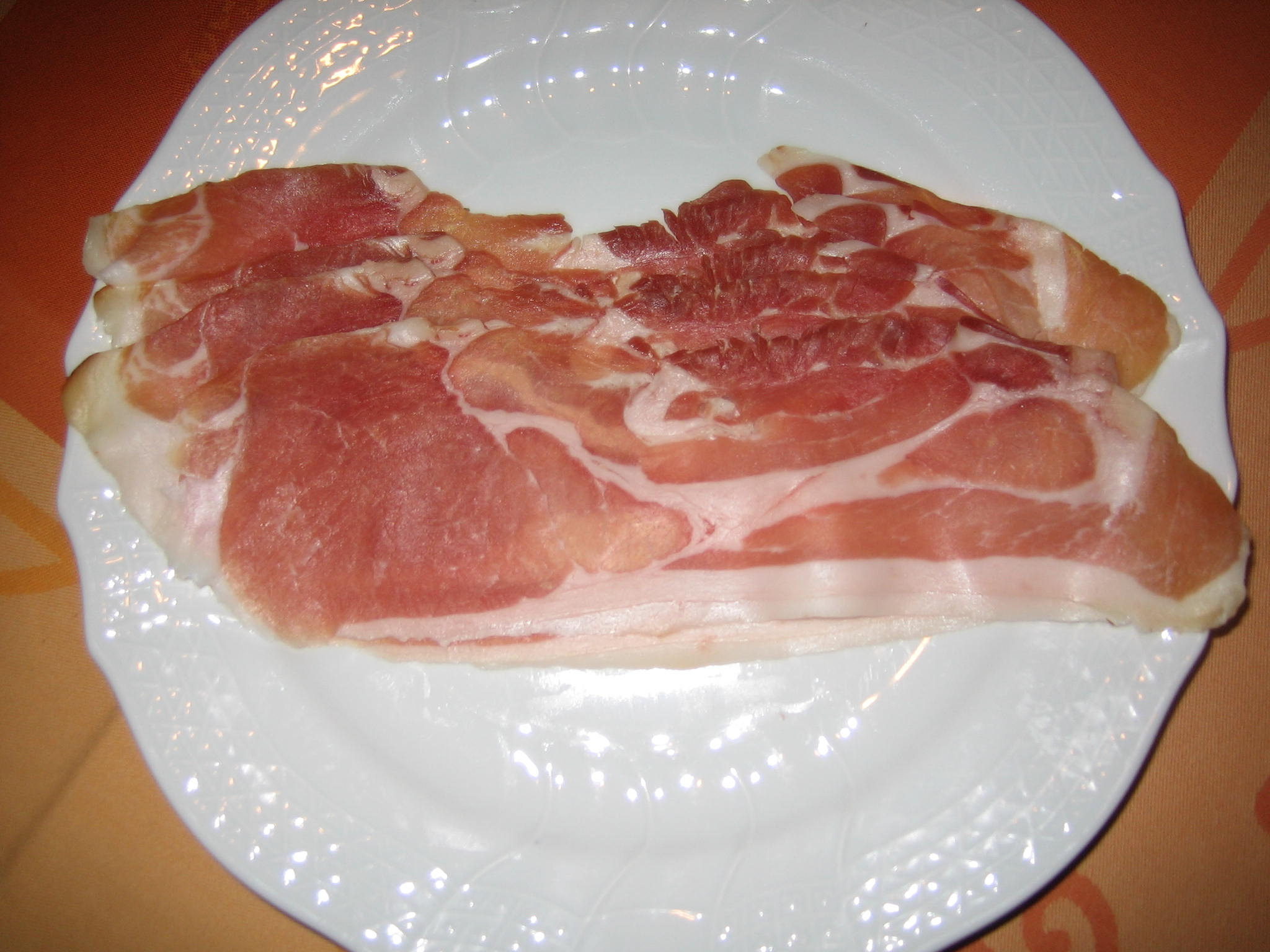
Mainzer Schinken

Mainzer Schinken war eine seit dem Spätmittelalter bis zum Zweiten Weltkrieg überregional verbreitete Bezeichnung für Räucherschinken aus Mainz, die zum Teil auch andere deutsche Herkunftsregionen einschloss. Für die Zeit vom 16. bis ins frühe 20. Jahrhundert ist das relativ haltbare Metzgereierzeugnis als ein erfolgreiches Exportprodukt vor allem nach Frankreich überliefert. Durch den Ersten Weltkrieg und die Erfindung der Kühltechnik verlor das Produkt seinen Markt, bevor die Produktion in Mainz durch die Zerstörungen im Zweiten Weltkrieg beendet und die traditionelle Markenbezeichnung zunächst nicht weitergeführt wurde. Seit 2007 wird in Mainz auf Grundlage wiederentdeckter Rezepte von einer einzelnen Metzgerei wieder Schinken mit der Bezeichnung Jambon de Mayence hergestellt und vermarktet.

## Bezeichnung
Noch bis zum Ersten Weltkrieg exportierte Mainz Schinken unter dem französischen Namen Jambon de Mayence als Delikatesse in die Pariser Markthallen. Es darf jedoch angenommen werden, dass die Bezeichnung Mainzer – ähnlich wie bei dem Bayonner Schinken – lediglich als Herkunftsbezeichnung für Schinken der Region um Mainz, also Rheinhessen oder auch der rechtsrheinischen Teile des Kurstaats – Rheingau – diente, wobei die zentrale Logistik zur Vermarktung jeweils über den Hauptort organisiert wurde.
Zeitweise erreichte der Mainzer Schinken eine solche Beliebtheit, dass er als generische Bezeichnung (jambon de Mayence) für alle deutschen Schinkensorten in Frankreich verwendet wurde.

## Herstellung und Eigenschaften
Zur spezifischen Rezeptur und Zubereitung des Mainzer Schinken und zu seinen besonderen Eigenschaften im Vergleich zu anderen Räucherschinken liegen nur sehr wenige Angaben vor. Das Rezept galt noch 2005 unter den an einer Wiederbelebung der ehemals erfolgreichen Marke interessierten Mainzer Metzgern als verschollen.
Laut der Oeconomischen Encyclopädie von Johann Georg Krünitz war Mainz ein besonderes Zentrum der Schinkenherstellung, die Rezeptur jedoch allgemein im süddeutschen Raum verbreitet. Die Schinken wurden demnach zunächst mit Salpeter (Natrium- oder Kaliumnitrat) eingerieben oder gesalzen und anschließend gepresst. Nach einer Woche Pökelzeit wurden sie in Weingeist mit zerstoßenen oder zerdrückten Wacholderbeeren gelegt und dann in Wacholderrauch geräuchert. „Durch diese Zubereitung bekommt das Fleisch nicht nur im Innern eine sehr schöne Röthe, sondern auch einen vortrefflichen Geschmack, auch werden sie beinahe oder fast so hart wie Holz.“ In der englischen Ausgabe des Larousse gastronomique hieß es zur Zubereitung: „Mainzer Schinken wird gepökelt, gewässert, sodann in Branntwein oder Weinhefe eingelegt und für längere Zeit geräuchert.“ Das berühmte Kochbuch Le Cuisinier François (Der französische Koch, 1651 erstveröffentlicht) von François-Pierre de La Varenne enthielt eine Zubereitungsanleitung für Mainzer Schinken, wonach dieser gesalzen und gewürzt, in Weinhefe getränkt, im Keller vergraben und schließlich im Kamin über Wacholder geräuchert werde. Von der in Norddeutschland (hier vor allem beim Westfälischen Schinken) vorherrschenden Zubereitung des Räucherschinkens unterschied sich die Mainzer Regionalvariante insbesondere durch die Würzung durch Wein und Wacholderbeeren.

## Historische Erwähnungen

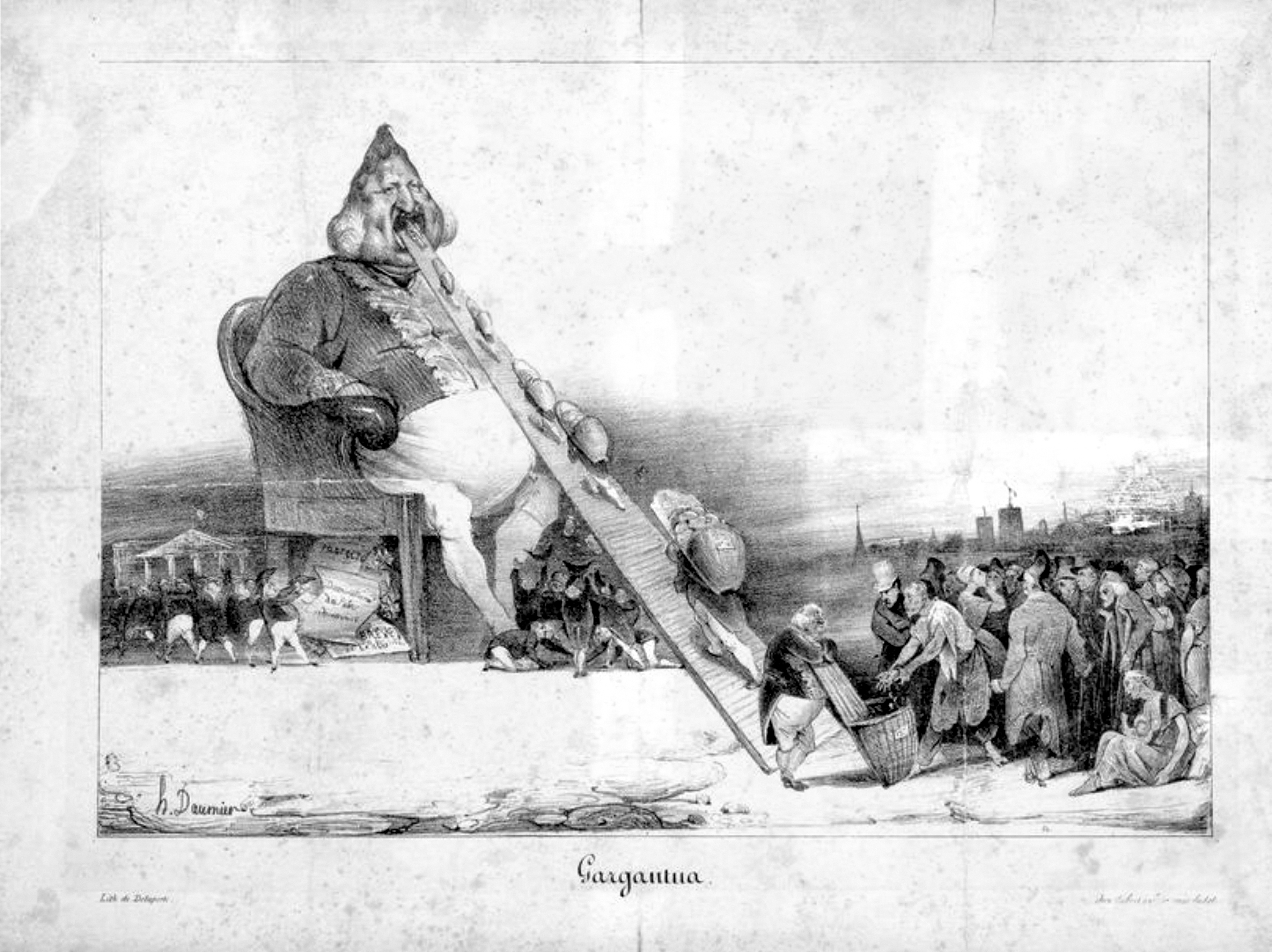
Die Fütterung des Gargantua (Lithographie von Daumier)

Von François Rabelais wird 1534 diese Spezialität in seinem mehrbändigen humoristischen Romanzyklus um die beiden Riesen Gargantua und Pantagruel mit dem Bayonner Schinken qualitativ gleichgestellt. Weitere Erwähnungen der Bezeichnung Mainzer Schinken in der französischen Literatur finden sich in Satire III: Le repas ridicule (1665) von Nicolas Boileau sowie im Titel einer Erzählung von Erckmann-Chatrian: La Taverne du jambon de Mayence (1863).
Als der amerikanische Staatstheoretiker und spätere Präsident der Vereinigten Staaten Thomas Jefferson 1788 während seiner Zeit als in Paris stationierter Diplomat Mainz besuchte, lobte er ausdrücklich diese Mainzer Spezialität. Charles Dickens ließ die Hauptfigur seiner Erzählung Goodman Misery (1868) einem in seinem Birnbaum festhängenden Dieb drohen, er werde ihn „wie einen Mainzer Schinken räuchern und austrocknen“.

« À côté des revenus du prince-électeur, ne nous laissez pas oublier les jambons de Mayence, car nous sommes à la source. »

„Neben den Besitztümern des Kurfürsten laßt uns nicht die Mainzer Schinken vergessen, denn wir sind an der Quelle“

„Die Bereitung von Schinken, Cervelatwürsten u. dgl. zu Mainz … verdient, weil sie ins Große geht und einen erheblichen Ausfuhrartikel bildet, nicht unerwähnt zu bleiben.“

In Frankreich wird der Jambon de Mayence nach wie vor als Kinder- bzw. Marschlied besungen, vergleichbar dem deutschen Lied Ein belegtes Brot mit Schinken.

« Un jambon de Mayen-ce, V’là qu’ça commen-ce déjà bien! Nous allons fair-re boban-ce, A ce festin il ne manquera rien car j’aperçois… Deux jambons de Mayence
etc. … »